# Marynin (gmina Siedliszcze)
Marynin – kolonia w Polsce położona w województwie lubelskim, w powiecie chełmskim, w gminie Siedliszcze. Leży przy drodze krajowej nr 12, około 18 km na zachód od Chełma.
W latach 1975–1998 miejscowość należała administracyjnie do województwa chełmskiego. 
Wieś jest sołectwem w gminie Siedliszcze. Według Narodowego Spisu Powszechnego (III 2011 r.) liczyła 233 mieszkańców i była dziewiątą co do wielkości miejscowością gminy. 
W roku 1906 powstała tu kolonia niemiecka. W wykazie majątków z 1947 r. w miejscowości było 27 gospodarstw poniemieckich.